# Robert Koons

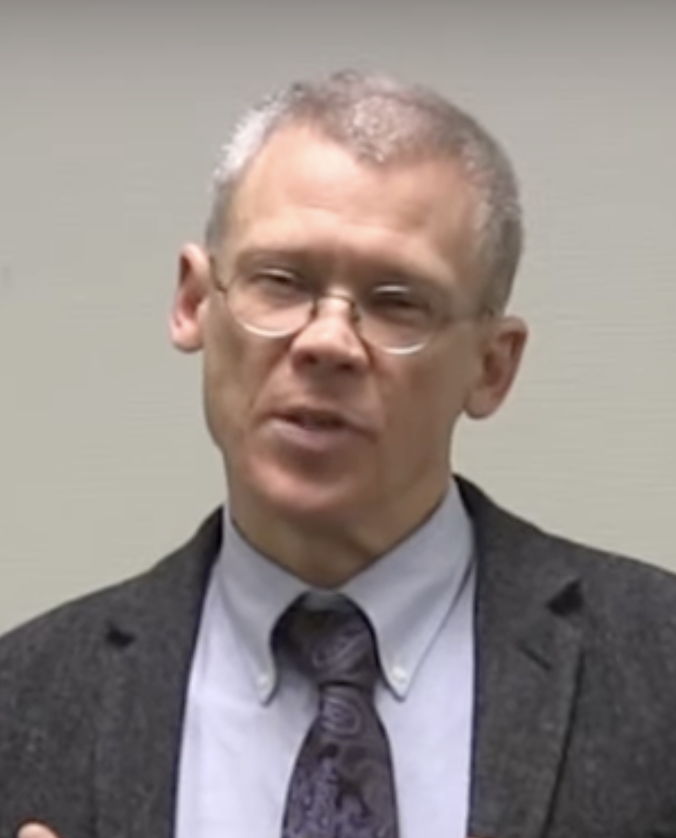
Koons em 2014

Robert Koons é professor de Filosofia da Universidade do Texas (UT),conhecido por sua contribuição à metafísica e à lógica filosófica. Koons também defendeu a liberdade acadêmica e os cursos sobre a civilização ocidental.